# Antonia i Jane
Antonia i Jane (títol original: Antonia and Jane) és una pel·lícula britànica dirigida per Beeban Kidron el 1991. Ha estat doblada al català.

## Argument
Les relacions diàries, alternant les busca-raons i la companyonia, de dues amigues d'infantesa, la bonica Antonia i la endrapadora Jane, les seves dèries sentimentals i professionals, tot acompanyat de sessions de psicoanàlisi…
Jane Hartman. Interpretada per Imelda Staunton, porta ulleres que són massa grans per la seva cara - no estilitzades, massa grans. Porta el seu cabell arrissat en un gran desordre. Creu que la gent del saló de bellesa l'odien, i el seu cabell és la seva revenja. És una raó. Ha estat la "millor amiga" d'Antonia McGill des de la seva infantesa. La seva relació, vista a través des dels seus ulls, ha estat basada en l'exigència d'Antonia per fer-la sentir malament.
Per què de petita Antonia va fundar una societat secreta amb l'únic propòsit d'excloure Jane? Ara Jane i Antonia (Saskia Reeves) han crescut, i han seguit els seus camins separades, excepte un sopar ritual una vegada a l'any, sobre el que agonitzen tant que totes dues es preparen amb visites al seu psicoanalista. (Tenen el mateix psicoanalista, però naturalment no ho han descobert) Jane sempre arriba primera pel sopar, Antonia sempre tard, i Jane, que potser té més talent per a la dramatització que Antonia, sempre està llegint Els Germans Karamazov a la taula.

## Repartiment
En ordre d'aparició a la pantalla:
- Imelda Staunton: Jane Hartman
- Patricia Leventon: Rosa Gluberman
- Alfred Hoffman: Harry Rosenthal
- Maria Charles: Sylvia Pinker
- John Bennett: Irwin Carlinsky
- Richard Hope: Norman Beer
- Brenda Bruce: La psicoanalista
- Alfred Marks: L'oncle Vladimir
- Lila Kaye: La mare de Jane
- Bonnie Parker: Jane nen
- Saskia Reeves: Antonia McGill
- Bill Nighy: Howard Nash
- Cato Sandford: Baby Daniel
- Iain Cuthbertson: Edgar
- Jo Absolom: Daniel Nash
- Michael Ignatieff, Clara Rayner: ells mateixos
- Trevor Peacock: A. D. Humphries
- Peter Wingfield: El taxista
- Ian Redford: Jeremy Woodward
- Allan Corduner: Stephen Carlinsky
- Tania Rodrigues: La policia